# Leonel García
Leonel García Núñez de Cáceres (Ciudad de México, 27 de enero de 1975), más conocido como Leonel García, es un cantautor compositor y músico mexicano. Forma parte del dúo musical Sin Bandera junto a Noel Schajris. Es considerado uno de los cantautores más importantes de la actualidad.  

## Biografía
En los años 1990 empezó a componer y dirigir para artistas jóvenes como Lynda, Luis Miguel,  Kan y Ernesto D'Alessio. Fue hasta el año 2000 que firma con la discográfica Sony, donde conoce a Noel Schajris, con quien conformó el exitoso dúo Sin Bandera. En el año 2009 el grupo se separa y Leonel se lanza como solista bajo el alias de León Polar, alias que después cambiaría nuevamente por su nombre, Leonel García.
Actualmente, además de ser cantautor, Leonel  tiene una sección en la plataforma de YouTube, donde se dedica a crear vídeos musicales en donde da consejos sobre música "Leonel recomienda". 

### Con Sin Bandera
En el año 2000, se unió junto a Noel Schajris para formar parte del dúo Sin Bandera, el nombre surgió por una ocasión en que García y Schajris iban en auto sobre una avenida principal por la Ciudad de México, al pasar por el campo ecuestre llamado Campo Marte, lugar que siempre luce una bandera de México, ese día solo se encontraba el mástil. Con el dúo se han publicado seis álbumes de estudio: Sin Bandera (2002), De viaje (2003), Mañana (2005), Pasado (2006), Una última vez (Deluxe Edition) (2016) y Frecuencia (2022); así como tres álbumes en directo: Hasta Ahora: En vivo desde el Auditorio Nacional (2008), Primera Fila Acústico: Una Ultima Vez - Encore (2017) y Cuatro Latidos Tour - En vivo (2019), álbum que sirve como registro de la gira del mismo nombre que realizaron junto a la agrupación Camila, el track list del álbum incluye canciones consideradas como Hits de cada agrupación cantadas por separado y una sección final de 4 canciones - dos de cada agrupación - cantadas en colaboración entre ambos grupos.
Se separaron por primera vez el 25 de junio de 2007, su regreso como dúo fue el 4 de noviembre de 2015 con una gira internacional llamada Sin Bandera: Una última vez.
El grupo inició una gira interamericana en 2023 y continúa con fechas hasta febrero del 2024.

### Como solista
El 14 de julio de 2008, lanzó su primer álbum de estudio como solista L.P., bajo su nombre artístico León Polar. El álbum se caracteriza por su contenido musical entre la balada y el pop, con claras influencias del folk norteamericano, el movimiento contemporary song-writters y un poco de country. En 2011, lanzó Tú su segundo álbum de estudio y primero bajo su nombre real. Fue lanzado al mercado por Sony Music Latin el 1 de febrero de 2011.[cita requerida]

## Discografía

### Como León Polar
- 2008: L.P.
- 2014: Life & Muerte

### Como Leonel García
Álbumes de estudio
- 2011: Tú
- 2012: Leonel García y sus amigos en navidad
- 2013: Todas mías
- 2014: Amor futuro
- 2018: Amor presente
- 2020: Amor pasado
- 2021: 45 RPM
- 2022: Ella y Yo
- 2024: Pausa

Álbumes en vivo
- 2014: Acústico (Desde la sala telefónica del centro cultural Roberto Cantoral)

EP
- 2021: Lo más romántico de

## Composiciones
| Año  | Canción                                   | Otro artista(s)                     | Álbum                                   |
| ---- | ----------------------------------------- | ----------------------------------- | --------------------------------------- |
| 1999 | «Voy a seguir»                            | Lynda                               | Mi día de la independencia              |
| 1999 | <<Con él>>                                | UFF                                 | Ya lo ves                               |
| 2001 | «Te besé»                                 | Ragazzi                             | TBC                                     |
| 2002 | «Acércate»                                | Manuel Mijares                      | Dulce veneno                            |
| 2003 | «Te quedaste»                             | Ha*Ash                              | Ha*Ash                                  |
| 2004 | «Llorar duele más»                        | Kalimba Marichal                    | Aerosoul                                |
| 2004 | «Igual que yo»                            | Alejandro Fernández                 | Zapata, el sueño del héroe              |
| 2004 | «Me dediqué a perderte»                   | Alejandro Fernández                 | A corazón abierto                       |
| 2005 | «Todo»                                    | Alejandro Fernández                 | México-Madrid: en directo y sin escalas |
| 2007 | «Perdono y olvido»                        | Pepe Aguilar                        | 100% mexicano                           |
| 2007 | «Te voy a perder»                         | Alejandro Fernández                 | Viento a favor                          |
| 2007 | «Tanto amar»                              | Alejandro Fernández                 | Viento a favor                          |
| 2007 | «Sin consideración»                       | Alejandro Fernández                 | Viento a favor                          |
| 2008 | «Lo que yo sé de ti»                      | Ha*Ash                              | Habitación doble                        |
| 2008 | «Esta mujer»                              | Ha*Ash                              | Habitación doble                        |
| 2009 | «Cuando digo tu nombre»                   | Alejandro Fernández                 | Dos mundos (evolución + tradición)      |
| 2009 | «Vete»                                    | Thalía                              | Primera fila: Thalía                    |
| 2009 | «Ya lo sabía»                             | Thalía                              | Primera fila: Thalía                    |
| 2010 | «Soy»                                     | Ana Torroja                         | Sonrisa                                 |
| 2010 | «Ni un segundo»                           | Malú                                | Guerra fría                             |
| 2010 | «Confieso»                                | OV7                                 | Primera fila: OV7                       |
| 2011 | «Cállate»                                 | Natalia Jiménez                     | Natalia Jiménez                         |
| 2011 | «Vestida de azúcar»                       | Gloria Trevi                        | Gloria                                  |
| 2011 | «Y ahora te sorprendes»                   | Gloria Trevi                        | Gloria                                  |
| 2013 | «Hubo una vez»                            | Pandora                             | En el camino                            |
| 2013 | «Cómo»                                    | Thalía                              | Viva Tour: en vivo                      |
| 2013 | «Carpe Diem»                              | Agustín Bernsaconi Máximo Espíndola | Aliados                                 |
| 2014 | «Hasta la raiz»                           | Natalia Lafourcade                  | Hasta la raiz                           |
| 2015 | «No soy yo»                               | Ha*Ash                              | Primera fila: Hecho realidad            |
| 2016 | «Ser o estar»                             | Jesse y Joy                         | Esta es mi vida                         |
| 2017 | «Tienes que entender»                     | Alejandro Fernández                 | Rompiendo fronteras                     |
| 2022 | «Nos Volvimos Locos»                      | Gloria Trevi & Guaynaa              | Isla Divina                             |
| 2022 | «Ensayando Cómo Pedirte Perdón»           | Gloria Trevi                        | Isla Divina                             |
| 2023 | «Te Diré Que Sí (Vestida De Azúcar 2023)» | Gloria Trevi                        | Mi Soundtrack Vol. 1                    |

## Premios y nominaciones
| Año  | Premio             | Categoría                            | Trabajo nominado | Resultado | Ref   |
| ---- | ------------------ | ------------------------------------ | ---------------- | --------- | ----- |
| 2021 | Fans Choice Awards | Pop - Artista masculino              | El mismo         | Nominado  | [ 5 ] |
| 2021 | Fans Choice Awards | Mejor vídeo feat - Artista masculino | El mismo         | Nominado  | [ 5 ] |